# Фариа, Руй
Руй Фелипе да Кунья Фариа (порт. Rui Filipe da Cunha Faria; род. 14 июня 1975, Балугайнш) — португальский футбольный тренер, известный своей продолжительной работой в качестве фитнес-тренера и ассистента с известным португальским специалистом Жозе Моуринью.

## Клубная карьера
Фариа родился в Балугайнше, крошечном приходе Барселуш в Португалии. Как и его будущий коллега, известный тренер Жозе Моуринью, он был выпускником кафедры физического воспитания, и не играл в футбол на высоком уровне.
Руй познакомился с Моуринью, посетив однажды семинар на «Камп Ноу», домашнем стадионе «Барселоны», где Моуринью работал ассистентом главного тренера, голландца Луи ван Гала. Тренер увидел в Фарии единомышленника, и когда он приступил к работе в «Униан Лейрии» в апреле 2001 года, он нанял Фарию в качестве ассистента и тренера по фитнесу.